# Prayer in time of war
Prayer in time of war is een compositie van William Schuman.
Schuman raakte gefrustreerd omdat hij voor militaire dienst werd afgewezen, nadat Japan de Verenigde Staten had aangevallen tijdens de Aanval op Pearl Harbor, 7 december 1941. Hij wilde net als zijn vader, veteraan uit de Spaans-Amerikaanse oorlog, voor zijn vaderland vechten. Een chronische spierziekte hield hem buiten het leger. Zijn muziekuitgeverij G. Schirmer raadde hem aan een muziekstuk te schrijven. Schuman overhandigde de partituur later onder de titel Prayer. Het Pittsburgh Symphony Orchestra gaf de wereldpremière dan ook onder die titel onder leiding van Fritz Reiner op 26 februari 1943. Prayer is eerder meditatief, droef, klaaglijk, dreigend dan heroïsch. Schuman zelf over dit werk: "De muziek moet voor zichzelf spreken, maar om misverstanden te voorkomen toch een kleine toelichting. Het is geen programmamuziek, de titel geeft meer het gevoel weer." Het werk kreeg pas eind zomer 1945 haar definitieve titel.
De ontvangst van het werk was wisselend. De zaal in Pittsburgh riep de componist het podium op, ook dirigent Leopold Stokowski zag kwaliteiten in het werk. De muziekuitgeverij kwam echter pas in 1950 met de uitgave. Een aantal collega-componisten waaronder Irving Fine zagen voornamelijk zwakheden, maar bleven uiteindelijk in de minderheid.
Er zijn van dit werk een drietal opnamen in omloop (gegevens 2018):
- Jube Records: Fritz Reiner met het New York Philharmonic met een opnamen van 26 maart 1943
- Albany Records: Jorge Mester met het Louisville Orchestra, opnamedatum onbekend
- Naxos: Gerard Schwarz met het Seattle Symphony  met opnamen van 7 september 2005

Orkestratie:
- 3 dwarsfluiten (III ook piccolo), 2 hobo’s, 1 althobo, 2 klarinetten, 1 basklarinet, 2 fagotten
- 4 hoorns, 3 trompetten, 3 trombones, 1 tuba
- pauken, 2 man/vrouw percussie
- violen, altviolen, celli, contrabassen